# Targa (entreprise)
Pour les articles homonymes, voir Targa.
La marque Targa a été dès 1968 le précurseur du « tuning » qui n’existait pas encore en France : elle concerne depuis 40 ans des accessoires pour l’automobile, notamment des jantes en aluminium pour l'automobile.
L'un de ses premiers succès est la fameuse jante « Alto » Targa montée sur Dauphine, Renault 8 et Alpine Renault.
La marque a été déposée sous le numéro 1461381 à l'INPI le 27 avril 1978 puis cédée le 25 juillet 2006 à la société Aurilis Group, spécialiste européen de l'équipement automobile.
La passion de la course a toujours été présente dans la société Targa. Luc Alphand a porté les couleurs de Targa sur la piste des 24 Heures du Mans.

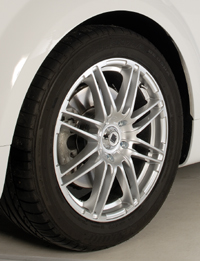
Une jante Targa